# Hoepli (casa editrice)
Hoepli è una casa editrice italiana fondata a Milano nel 1872 da Ulrico Hoepli, editore svizzero naturalizzato italiano.
Specializzata in pubblicazioni scientifiche, svolge la sua attività nel settore della manualistica tecnica e nell'editoria scolastica, è presieduta da Barbara Hoepli, discendente di un nipote del fondatore.
Il dizionario online della Hoepli è stato scelto come motore di ricerca preinstallato in Mozilla Firefox 3.6, sostituendo Il dizionario della lingua italiana De Mauro, non più disponibile dal 2009.

## Storia

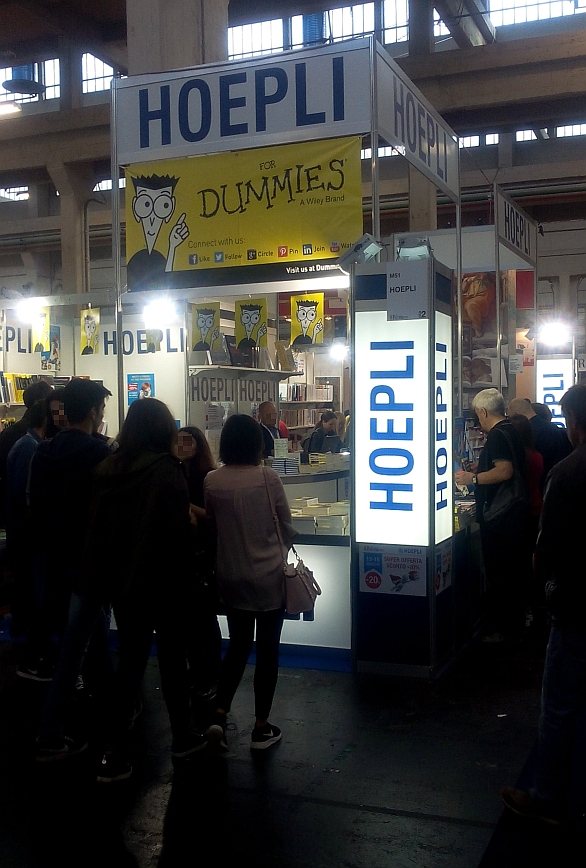
Stand dell'editore al Salone internazionale del libro 2016

Ulrico Hoepli, svizzero del Canton Turgovia, nel 1870 rileva la libreria di Theodor Laengner in Galleria De Cristoforis, nel centro di Milano, per la cifra di 16.000 lire. L'anno successivo affianca all'attività libraria anche quella editoriale, pubblicando una grammatica francese di G. S. Martin. Nel 1875 pubblica il primo dei numerosi manuali della sua collana, il Manuale del tintore di Roberto Lepetit. Nel 1877 lo stampo editoriale inizia ad assumere più carattere scientifico e tecnico grazie all'incontro con Giuseppe Colombo, teorico dell'industrializzazione lombarda, con cui pubblica il Manuale dell'ingegnere, che avrà in seguito decine di edizioni.
Dal 1878 il catalogo della casa editrice supera i 2000 volumi. Nel 1885 Ulrico Hoepli viene nominato libraio-editore della Real Casa di Savoia. Nel 1897 la collana Manuali Hoepli, asse portante del catalogo, raggiunge i 500 titoli. I principali argomenti trattati nei volumi, che non dovevano superare le 180 pagine, riguardano tecnica, arti e mestieri ma col passare del tempo viene dato spazio anche ad argomenti che esulano dalla normale linea editoriale, come la parapsicologia o la chiromanzia. Alla produzione si aggiungono nuovi filoni come quello dei libri per l'infanzia, delle collane di classici della letteratura italiana, dei libri di viaggio e delle riviste femminili e per l'infanzia. Dal 1881 la libreria si occupa anche del settore antiquario. Per la casa editrice e la libreria lavorano trenta persone.
Nei primi anni del novecento si avviano grandi opere come la Storia dell'arte di Adolfo Venturi e il Corpus Nummorum Italicorum, catalogo della collezione di monete di re Vittorio Emanuele III. Ulrico Hoepli, che non ha figli, chiama in casa editrice i nipoti Carlo Hoepli ed Erardo Aeschlimann.
Durante la prima guerra mondiale la casa editrice subisce un rallentamento nella produzione, ma dal 1921 al compimento dei suoi primi cinquant'anni di vita editoriale, è di nuovo ai vertici nella diffusione della cultura tecnico-scientifica. Ulrico Hoepli decide a questo punto di affidare l'azienda ai due nipoti, Carlo Hoepli e Erardo Aeschlimann. Nel 1923 l'azienda viene trasformata in società anonima. L'anziano patriarca si spegne nel 1935, a ottantotto anni. Poco dopo, a causa del riassetto di Piazza San Babila, con la demolizione della Galleria De Cristoforis, casa editrice e libreria si trasferiscono in Via Berchet.
Dopo la successione di Carlo al fondatore Ulrico, viene dato un nuovo impulso alla produzione editoriale con la pubblicazione di nuovi autori e di riviste come Sapere e Cinema. La produzione risente inevitabilmente del clima politico e culturale del fascismo, e nel 1933 Hoepli è scelta per la pubblicazione degli Scritti e Discorsi di Benito Mussolini in 12 volumi (pubblicati negli anni 1934-1940). L'avvento della seconda guerra mondiale apporta danni consistenti sia alla libreria (distrutta nei bombardamenti dell'agosto 1943), sia al magazzino (distrutto nel bombardamento dell'ottobre 1942), limitando la disponibilità dei titoli in catalogo da 4.000 a 82.
Nel 1945, dopo la fine del secondo conflitto, casa editrice e libreria riaprono in Corso Matteotti; Carlo ricostruisce il catalogo aggiungendo nuovi autori alle ristampe degli storici hoepliani, mentre nel 1955 si dà il via alla pubblicazione della Enciclopedia Hoepli in sei volumi, completata nel 1968, che richiede un grande sforzo editoriale solo in parte compensato dalle vendite. Nel 1958 viene inaugurata la nuova sede di via Hoepli 5, nel centro di Milano, progettata dagli architetti Luigi Figini e Gino Pollini, che ancora oggi ospita la libreria e gli uffici della casa editrice.
Negli anni Sessanta il successore di Carlo, Ulrico Carlo, figlio di suo figlio Ulrico inizia il suo lavoro nella casa editrice, la quale si adatta ai continui progressi e ai cambiamenti della società estendendo la produzione a nuove tecnologie come le telecomunicazioni, l'elettronica e l'informatica. Negli anni settanta si sviluppa il settore dell'editoria per la scuola. Negli anni ottanta e novanta il catalogo della libreria conta circa 175.000 titoli. Con il presidente Giovanni Hoepli, figlio di Ulrico Carlo, è stata raggiunta la quinta generazione, il catalogo della casa editrice è sempre più orientato verso la tecnica, la manualistica, l'editoria scolastica e universitaria. Nel 2017 Barbara Hoepli viene nominata presidente, Matteo Ulrico Hoepli vicepresidente e Giovanni Ulrico Hoepli amministratore delegato.

## Direttori
- Ulrico Hoepli, fondatore (1870-1935)
- Carlo Hoepli (1935-1972)
- Ulrico e Gianni Hoepli (1972-2006)
- Ulrico Carlo (2002-2017)
- Barbara Hoepli (dal 2017)